# Procythereis
Procythereis is een geslacht van kreeftachtigen uit de klasse van de Ostracoda (mosselkreeftjes).

## Soorten
- Procythereis (Serratocythere) boatswainensis Hartmann, 1980
- Procythereis (Serratocythere) densuireticulata Hartmann, 1981
- Procythereis (Serratocythere) kerguelenensis (Brady, 1880) Yassini & Jones, 1987
- Procythereis (Serratocythere) lyttletonensis Hartmann, 1982
- Procythereis (Serratocythere) major (Klie, 1940) Hartmann, 1979
- Procythereis (Serratocythere) minor (Klie, 1940) Hartmann, 1979
- Procythereis aligera Ahmad, Neale & Siddiqui, 1991 †
- Procythereis bella Stancheva, 1964 †
- Procythereis calhounensis (Smith, 1941) Puri, 1953 †
- Procythereis howei Bold, 1975 †
- Procythereis igandersoni Skogsberg, 1928
- Procythereis jonesi Yassini & Jones, 1987
- Procythereis laresensis Bold, 1965 †
- Procythereis marginata (Norman, 1861)
- Procythereis northpacifica Holden, 1976 †
- Procythereis polita (Skogsberg, 1928)
- Procythereis radiata Skogsberg, 1928
- Procythereis radiata Ahmad, Neale & Siddiqui, 1991 †
- Procythereis regalis (Benson, 1959) Mckenzie & Swain, 1967
- Procythereis robusta (Skogsberg, 1928) Hartmann, 1987
- Procythereis strabella Stancheva, 1964 †
- Procythereis torquata (Skogsberg, 1928) Klie, 1940